# Gömöri Béla
Gömöri Béla, születési és 1946-ig használt nevén Fleischmann Béla (Székesfehérvár, 1913. január 21. – Budapest, 1974. június 18.) fül-orr-gégész, az orvostudományok kandidátusa (1966).

## Életpályája
Fleischmann Géza (1877–1937) önálló fűszerkereskedő és Klein Száli (1888–1949) gyermekeként született. Az 1930/31. tanév végén a Székesfehérvári Magyar Királyi Állami Ybl Miklós Reáliskolában érettségizett. Felsőfokú tanulmányait 1933 és 1938 között a pécsi Erzsébet Tudományegyetemen, majd a budapesti Pázmány Péter Tudományegyetem Orvostudományi Karán végezte. Utóbbin általános orvosi oklevelet szerzett. Pályáját a Pesti Izraelita Hitközség Szabolcs Utcai Kórháza Kórbonctani és Kórszövettani Intézetében kezdte, később és Fül-orr-gége Osztályán lett gyakornok, segéd-, illetve alorvos, végül pedig rendelő főorvos. 1941-ben fül-orr-gégész szakvizsgát tett. 1942-ben áthelyezték a Nagyváradi Állami Kórház Fül-orr-gége Klinikájára. 1944-ben származása miatt behívták munkaszolgálatra, s ezzel megszakadt szakmai tevékenysége. Szerencsésen vészelte át a vészkorszakot és a háború után visszatért a Szabolcs utcai Kórházba. Az 1940-es évek második felétől az Orvostovábbképző Intézet (OTI) Fül-orr-gégészeti Klinika egyetemi tanársegéde, 1948 és 1958 között klinikai adjunktusa, 1958-tól 1968-ig a Budapesti Orvostudományi Egyetem Fül-orr-gégészeti Klinika egyetemi adjunktusa volt. Ezután kinevezték a budapesti István Kórház Fül-orr-gégészeti Osztályának főorvosává, s emellett 1974-ig vezette az általa megszervezett Audiológiai Állomást. Meghívott előadóként hang-egészségtant is tanított a Liszt Ferenc Zeneművészeti Főiskolán. A Magyar Fül-orr-gégészek Társaságának vezetőségi tagja volt.
Felesége dr. Kovács Ibolya főorvos, a Szeretetkórház gégész konziliáriusa volt. Három gyermeke született.
A Kozma utcai izraelita temetőben nyugszik. Temetésén Kovács Sándor gyászéneke után Salgó László főrabbi méltatta érdemeit. Sírkövét 1975. június 25-én avatták fel.

## Díjai, elismerései
- Magyar Köztársasági Érdemrend kiskeresztje (1948)[6]
- Magyar Népköztársasági Érdemrend (1950)

## Főbb művei
- A parotis rosszindulatúan elfajult vegyes daganatairól. (Pollatschek-emlékkönyv. Budapest, 1942)
- Adatok a korai agyhártyagyulladások klinikájához. (Orvosok Lapja, 1948. 44.)
- Lappangó maláriánál tonsillectomia után fellépett ritka szövődmény. – A fül diphteriás megbetegedéséről. (A Pesti Izraelita Hitközség Kórházának Tudományos Közleményei, 1949)
- A gégetuberculosis paraaminosalycilsav kezeléséről. Szántó Sándorral. (Orvosi Hetilap, 1950. 9.)
- Fül-orr-gégegyógyászat. Tankönyv. (Budapest, 1953, 2. átdolgozott kiadás, 1960)
- Adatok a pachydermia laryngis kérdéséhez. (Fül-orr-gégegyógyászat, 1957)
- Adatok a gégedaganatok konzervatív sebészi megoldásához. (Fül-orr-gégegyógyászat, 1959)
- Zur Frage der Pachydermie des Kehlkopfes. (Monatsschrift für Ohrenheilkunde und Laryngo-Rhinologie, 1959)
- Paralabyrinth sejtek gennyedése. (Fül-orr-gégegyógyászat, 1960)
- A presbyacusisról. (Orvosképzés, 1960)
- Caisson-munka hatása a fülre. Rózsahegyi Istvánnal. (Fül-orr-gégegyógyászat, 1962)
- A gége praecancerosisok kérdései. Kandidátusi értekezés is. (Budapest, 1964)